# Dinner in the Sky

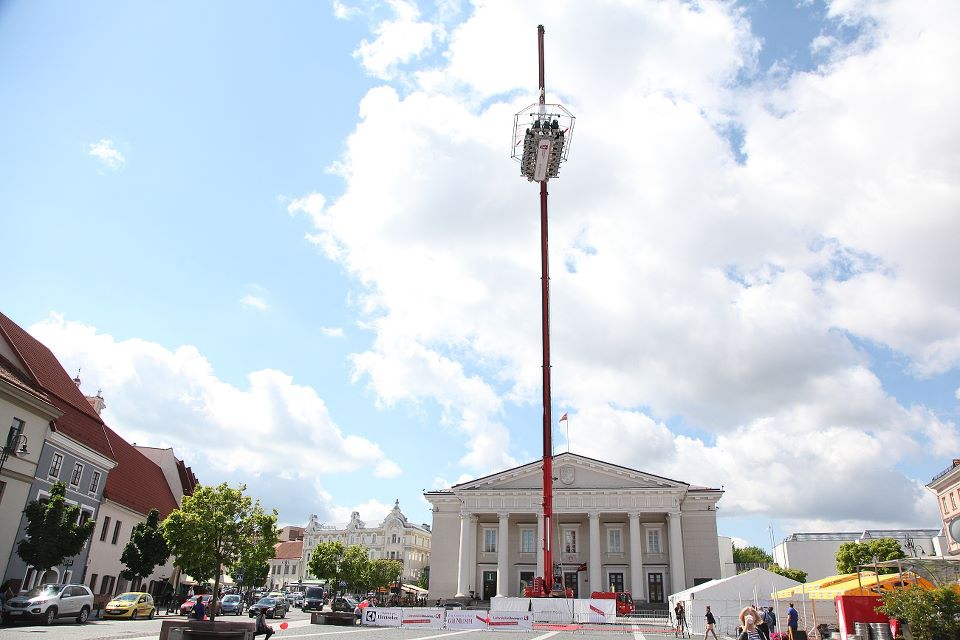
Dinner in the Sky in Vilnius, Litauen

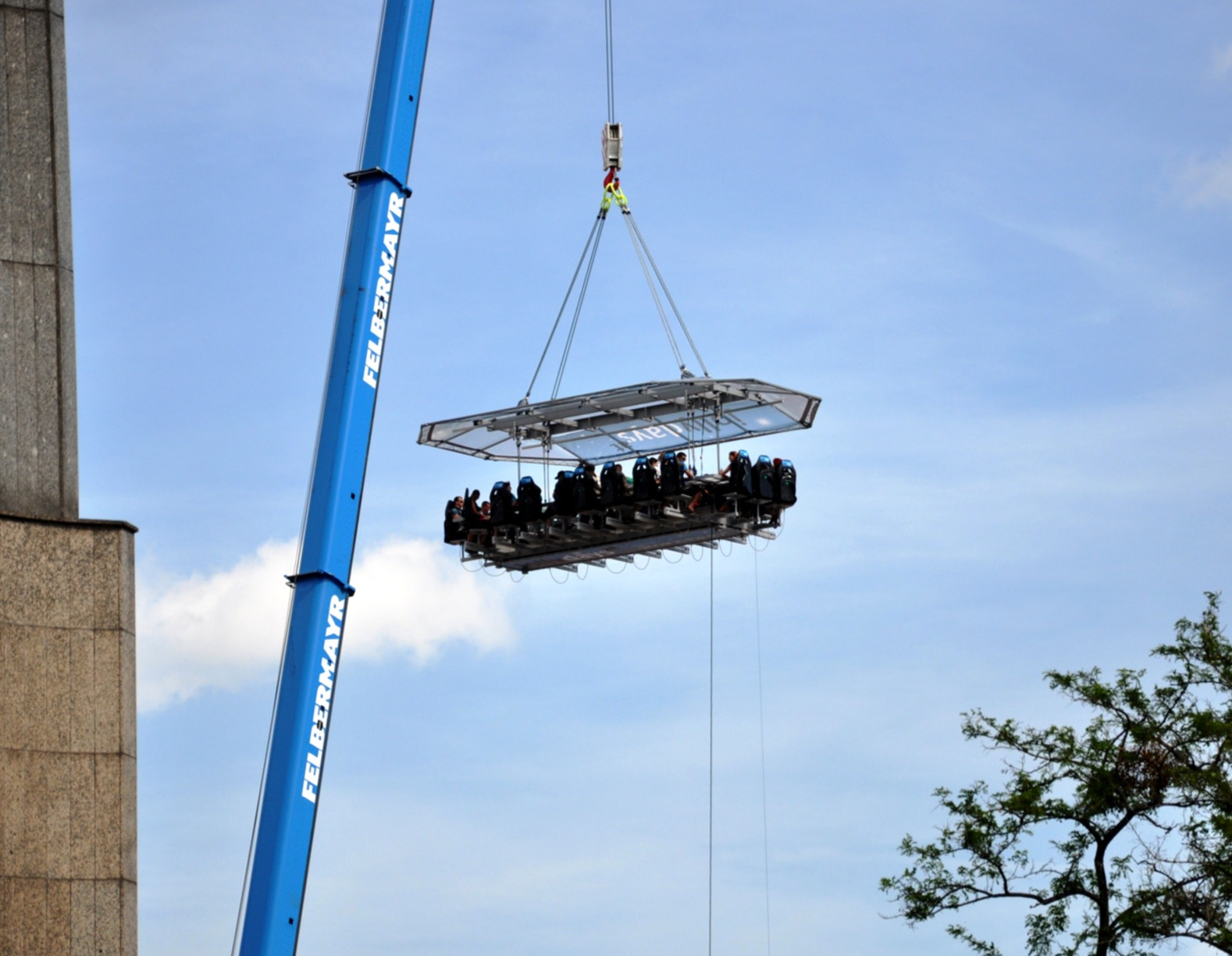
In Wien, 2013

Dinner in the Sky ist ein in Belgien ansässiger Restaurantservice. Mit einem Kran werden die bis zu 32 (zwingend angeschnallten) Gäste mit dem Tisch und den Kellnern in 50 m Höhe gehoben. Das Wirtschaftsmagazin Forbes bezeichnet es als eines der zehn ungewöhnlichsten Restaurants der Welt.
Dinner in the Sky bietet seine Dienste in 65 Ländern an und hat Niederlassungen in verschiedenen Städten wie Paris und Las Vegas.

## Geschichte
2007 veranstaltete David Ghysels, der Inhaber eines Marketing- und Kommunikationsunternehmens, zusammen mit dem Bungeespringen-Organisator Stefan Kerkhofs ein in der Luft stattfindendes Abendessen für den Verein Jeunes Restaurateurs d’Europe association. Kurz darauf erhielten sie Anfragen aus der ganzen Welt, die ihr Konzept nachahmen wollten. Die beiden beschlossen daraufhin, daraus ein Franchise zu machen.
2008 sahen der in Las Vegas ansässige Michael Hinden und seine Frau Janeen Dinner in the Sky bei einer Messe. Am 31. Dezember 2008 testeten sie das Konzept in Las Vegas im Rahmen einer Silvesterparty für Freunde und Geschäftspartner. Seit März 2009 veranstalten sie Dinner in the Sky an den Wochenenden an der West Sahara Avenue.
Im August 2009 wurde Dinner in the Sky in mehr als einem Dutzend Ländern betrieben.

## Sonstiges
Es gibt mehrere Bauarten der Plattformen, je nach Art der Bewirtung oder Veranstaltung.
Der Bereich unter der Plattform gilt als Sperrzone, um Verletzungen durch herabfallendes Besteck, Gläser oder andere Gegenstände auszuschließen.
Das Restaurant in Athen wurde im August 2018 in der Sendung Bachelorette – Die Traumfrau vorgestellt.